# 斑茎蔓龙胆
斑茎蔓龙胆（学名：Crawfurdia maculaticaulis）为龙胆科蔓龙胆属下的一个种。

## 扩展阅读
- 維基物種上的相關：斑茎蔓龙胆